# Madre de Deus de Minas
Madre de Deus de Minas är en kommun i Brasilien.   Den ligger i delstaten Minas Gerais, i den sydöstra delen av landet, 700 km sydost om huvudstaden Brasília. Antalet invånare är 4 898.
Omgivningarna runt Madre de Deus de Minas är huvudsakligen savann. Runt Madre de Deus de Minas är det glesbefolkat, med 10 invånare per kvadratkilometer.